# Даргольц Едуард Аркадійович
Дарго́льц Едуа́рд Арка́дійович — український режисер-документаліст.
Народився 10 липня 1929 р. Закінчив кінознавчий факультет Київського Державного інституту театрального мистецтва ім. І. Карпенка-Карого (1972).
Працював асистентом оператора і режисером на студії «Київнаукфільм», заступником директора студії «Укртелефільм», з 1969 р. — режисер студії «Київнаукфільм».
Був членом Спілки кінематографістів України.
Виїхав за кордон. Помер 10 квітня 2006 року.

## Фільмографія
Створив стрічки:
- «Бережи себе» (1969),
- «Біосумісні полімери» (1970),
- «Маргарин» (1971, Диплом Всесоюзного фестивалю рекламних фільмів),
- «Шкіряний м'яч» (1971, Гран-прі фестивалю спортивних фільмів у Кортіна д'Ампеццо, Італія, 1972),
- «Швидше, швидше, швидше» (1972, Срібна медаль IV Всесоюзного кінофестивалю спортивних фільмів, Одеса, 1972; Приз, Срібна медаль та Диплом Міжнародного кінофестивалю спортивних фільмів, Кортіна д'Ампеццо, Італія, 1973),
- «Стрільба з лука» (1973, Другий Приз, Срібна медаль та Диплом V Всесоюзного фестивалю спортивних фільмів, Таллінн, 1974),
- «Два дні Миколи Авілова» (1974)[1],
- «Важка атлетика» (1975),
- «Рятувальне багатоборство» (1977),
- «Обличчя людини» (1978),
- «Тримати!» (1980)[2],
- «Дніпропетровськ: ефект системи» (1981),
- «Управління ефективністю виробництва» (1982),
- «Гра на випередження» (1987)[3]
- «Сонячне Закарпаття» (1988)[4] та ін.